# Disociación (neuropsicología)
En neuropsicología, el término disociación se refiere a la identificación de los mecanismos neurológicos, que subyacen a una función cerebral específica mediante el estudio de casos clínicos, técnicas de neuroimagen o pruebas neuropsicológicas.

## Disociación simple
Al dividir una tarea mental compleja en sus subcomponentes, un investigador puede establecer una «disociación simple» entre funciones. Esto se consigue al demostrar que la lesión en una estructura cerebral «A» interfiere en la ejecución de una función «X», pero no en la de una función «Y». Esto permitiría inferir que la función «X» y la función «Y» son, de algún modo, independientes entre sí.
El Dr. Oliver Sacks ha descrito en sus obras muchos casos famosos de disociación. Un ejemplo de disociación simple es el de un paciente que no es capaz de nombrar un objeto con sólo verlo, pero sí puede hacerlo cuando lo percibe a través de otro sentido, como el tacto o el olfato. El paciente D.F. era incapaz de introducir una carta en una ranura, pero sí podía hacerlo cuando se le pedía que la insertara "como si estuviera enviando una carta". De aquí se dedujo que el mecanismo para juzgar la orientación dependía de una capacidad específica (que D.F. había perdido) y el control visual de la acción era otra capacidad diferente (que D.F. todavía conservaba).

## Disociación doble
Para fortalecer una disociación simple, un investigador puede establecer una doble disociación, un término introducido por Teuber en el año 1955. consiste en la demostración de que dos manipulaciones experimentales tienen diferentes efectos sobre dos variables dependientes, de modo que si una de las manipulaciones afecta a la primera variable y no a la segunda, la otra manipulación afecta a la segunda variable, y no a la primera. Si se consigue demostrar que una lesión en una estructura cerebral específica «A» empeora el desempeño de la función «X», pero no el de la función «Y», y posteriormente se puede demostrar que una lesión en otra estructura cerebral «B» empeora el desempeño en la función «Y» pero no en la función «X», entonces se podrán establecer inferencias más específicas sobre la función cerebral y su localización.
En la neurociencia cognitiva, la doble disociación es una técnica experimental por la que se disocian funcionalmente dos áreas del neocórtex mediante dos pruebas conductuales, cada una de las cuales se ve afectada por la lesión en una zona determinada. Por ejemplo; en series de pacientes con daño cerebral adquirido, podrían encontrarse dos pacientes: A y B. El paciente A presenta dificultades ejecutando pruebas cognitivas relacionadas con el uso de la memoria auditiva, pero no presenta problemas en las tareas que requieren el uso de la memoria visual.  Por el contrario, el paciente B presenta el problema opuesto. Si nos encontráramos ante este caso, se podría inferir información valiosa sobre la localización de las funciones visual y auditiva en el cerebro normal mediante el uso de técnicas de neuroimagen (o neuropatología post mortem) para identificar las semejanzas y diferencias entre las áreas cerebrales lesionadas. 
Para facilitar la comprensión de la diferencia entre las disociaciones simples y las dobles, Parkin propone el siguiente ejemplo:

Si de pronto, tu televisor pierde el color, puedes concluir que la transmisión de las imágenes y la información del color deben estar regidas por procesos separados (disociación simple: no pueden ser independientes, ya que no se puede perder la imagen sin perder el color). Si, por otro lado, nos encontramos con dos televisores, uno de ellos sin sonido y otro sin imagen, se puede concluir que ambas deben ser funciones independientes (doble disociación).

Paul Broca y Carl Wernicke trabajaron en el siglo XIX con pacientes que mostraban pruebas de doble disociación entre la generación de lenguaje (discurso) y la comprensión del lenguaje. Los pacientes de Broca no eran capaces de pronunciar un discurso fluido, pero sí podían comprender el lenguaje que oían (Afasia de Broca o no fluente), mientras que los pacientes de Wernicke presentaban un problema opuesto: no eran capaces de comprender el lenguaje, pero podían producir un discurso fluido (afasia de Wernicke o fluente). Los estudios post mortem revelaron lesiones en áreas cerebrales diferenciadas en cada caso (actualmente conocidas como Área de Broca y Área de Wernicke, respectivamente). Aunque actualmente se sabe que la neurofisiolofía del lenguaje es más complicada de lo que describieron estos dos autores, esta doble disociación clásica supuso el germen de la actual investigación neuropsicológica del lenguaje.